# 奧特羅希
51°6′21″N 30°49′20″E / 51.10583°N 30.82222°E
奧特羅希（烏克蘭語：Отрохи），是烏克蘭北部的村莊，隸屬切爾尼希夫州的切爾尼希夫區。該村始建於1811年，面積1.27平方公里，海拔高度117米，2001年人口226，人口密度每平方公里177.4人。